# William Thompson (Bogenschütze)
William Henry „Will“ Thompson (* 10. März 1848 in Calhoun, Georgia; † 12. August 1918 in Seattle) war ein US-amerikanischer Bogenschütze, Dichter und Anwalt.

## Werdegang
Thompson wurde am Georgia Military Institute ausgebildet, meldete sich im Alter von 16 Jahren bei den Konföderierten zur Confederate States Army und nahm am Sezessionskrieg bis zu dessen Ende teil. Danach war er anfangs beruflich war er anfangs als Bauingenieur im Eisenbahn- und Kanalbau tätig. Später wurde Thompson Jurist und wurde 1872 als Anwalt zugelassen. Er praktizierte zunächst in einer Sozietät mit seinem Bruder Maurice und war danach persönlicher Anwalt des Eisenbahnmagnaten James J. Hill. Angeblich inspiriert von seinem Freund und Nachbarn Lew Wallace, dem Autor von „Ben Hur“, begann Thompson zu schreiben und verfasste regelmäßig Beiträge für Literaturzeitschriften. Sein berühmtestes Gedicht „The High Tide at Gettysburg“, in dem er seine Kriegserlebnisse verarbeitete, gilt als eines der besten Werke der Bürgerkriegslyrik.
Thompson, der wie sein Bruder Maurice als ehemaliger Kriegsteilnehmer keine Feuerwaffen besitzen durfte, gilt zusammen mit ihm als Begründer des Bogenschießsports in den USA; so gehörte er 1878 zu den Gründern der American Archery Association, deren erster Meister er auch wurde; bis 1908 gewann er weitere vier Mal den US-Meistertitel im Bogenschießen. Bei den Olympischen Spielen 1904 in St. Louis gewann er zwei Bronzemedaillen in Einzelwettbewerben Double York Round und Double American Round sowie mit seiner Mannschaft, den Potomac Archers, die Goldmedaille der Team American Round.
Im Jahr 1907 verteidigte Thompson seinen eigenen Sohn wegen Mord ersten Grades und zitierte dabei in einer Abschlussrede aus „High Tide at Gettysburg“, was Berichten zufolge sowohl Richter als auch Geschworene zu Tränen rührte. Der Fall endete mit einem Freispruch aufgrund von Unzurechnungsfähigkeit.
William Thompson starb im August 1918 im Alter von 70 Jahren in Seattle. 1979 wurde er in die Archery Hall of Fame aufgenommen.